# Conus natalis
Espèce
Statut de conservation UICN

 LC  : Préoccupation mineure
Conus natalis est une espèce de mollusques gastéropodes marins de la famille des Conidae.
Comme toutes les espèces du genre Conus, ces escargots sont prédateurs et venimeux. Ils sont capables de « piquer » les humains et doivent donc être manipulés avec précaution, voire pas du tout.

## Description
La taille de la coquille varie entre 20 mm et 60 mm. La coquille oblongue est fine, lisse, anguleuse à l'épaule et sulculée en dessous. Elle est rosée, finement striée de brun, et bifasquée avec de grandes maculations. La spire est maculée. 

## Distribution
Cette espèce marine est présente au large de la côte est de l'Afrique du Sud et du Mozambique.

### Niveau de risque d’extinction de l’espèce
Selon l'analyse de l'UICN réalisée en 2011 pour la définition du niveau de risque d'extinction, cette espèce est endémique à l'Afrique du Sud, et son aire de répartition s'étend de Trafalgar à East-London. Bien que cette espèce ait une aire de répartition restreinte et qu'elle soit intrinsèquement peu commune là où elle est présente, elle n'est pas surexploitée. Aucune menace actuelle n'affecte la population mondiale de cette espèce, bien que des menaces localisées dues au ruissellement agricole, à l'envasement et aux eaux usées municipales puissent affecter les populations des eaux peu profondes. Les populations des eaux profondes ne sont cependant pas affectées par ces menaces, mais l'espèce est considérée comme rare dans les eaux profondes. Elle a été classée dans la catégorie " préoccupation mineure ".

## Taxonomie

### Publication originale
L'espèce Conus natalis a été décrite pour la première fois en 1858 par le naturaliste, illustrateur et conchyliologiste britannique George Brettingham Sowerby II dans « Monograph of the genus Conus »,.

### Synonymes
- Conus (Leptoconus) natalis G. B. Sowerby II, 1858 · appellation alternative
- Conus gilchristi G. B. Sowerby III, 1903 · non accepté
- Conus natalensis G. B. Sowerby III, 1892 · non accepté
- Dendroconus gilchristi (G. B. Sowerby III, 1903) · non accepté
- Nataliconus natalis (G. B. Sowerby II, 1858) · non accepté